# یوزف کورنوبیس
یوزف کورنوبیس (لهستانی: Józef Cornobis؛ ‏ ۲۸ ژوئن ۱۸۸۰ – ۱۹۳۹ یا ۱۹۴۰) بازیگر و کارگردان نمایش اهل لهستان بود.
او در جریان جنگ جهانی دوم کشته شد، اما دربارهٔ زمان و نحوه مرگ او اختلاف نظر وجود دارد: برخی می‌گویند او در تورون با شلیک جوخه‌های اعدام آلمانی‌ها کشته شد و برخی منابع می‌گویند او در اردوگاه آشویتس به قتل رسید.